# Пам'ятник жертвам голодомору 1932-1933 рр. (Сіверськодонецьк)
Па́м'ятник же́ртвам голодомо́ру 1932—1933 рр. — пам'ятник присвячений жертвам голодомору в Україні 1932—1933 рр., розташований у місті Сєвєродонецьку Луганської області на при вході до території Хресто-Воздвиженського храму Української православної церкви Московського патріархату.

## Історія

Плита у підніжжя каплички

Ініціаторами встановлення пам'ятника були митрополит УПЦ МП Володимир Сабодан, Сєвєродонецький міський голова Володимир Грицишин та голова Луганської обласної організації Народного Руху України Наталія Гайоха.

## Опис
Невелика капличка у вигляді 5 з'єднаних послідовно від меншої до більшої арок, виконаних зі світлої облицювальної цегли. У східній частині споруди розташований металевий хрест. У планах це повинна бути кована конструкція, але в реальності виконана зварюванням. Як через ажурні ґрати крізь цей хрест проглядається Хресто-Воздвиженський храм. Завершує аркаду хрест на позолоченому куполі, встановлений на білому барабані. Всередині каплички знаходиться плита з чорного граніту у вигляді паралелепіпеда з написом «Жертвам Голодомору». На скошеній грані вибиті цифри «1932-1933».